# Kamenovo (distrikt i Bulgarien, Razgrad)
Kamenovo (bulgariska: Каменово) är ett distrikt i Bulgarien.   Det ligger i kommunen Obsjtina Kubrat och regionen Razgrad, i den nordöstra delen av landet, 280 km öster om huvudstaden Sofia.
Trakten runt Kamenovo består till största delen av jordbruksmark. Runt Kamenovo är det ganska tätbefolkat, med 83 invånare per kvadratkilometer.